# Asociación Balear de Amigos de las Bandas Sonoras
La Asociación Balear de Amigos de las Bandas Sonoras (ABABS)  es una asociación dedicada a la promoción del coleccionismo, el estudio y la difusión de las bandas sonoras cinematográficas fundada en Palma (Mallorca, Islas Baleares) en 1989.
Desde su fundación la entidad ha impulsado todo tipo de actividades relacionadas con la difusión de la cultura musical cinematográfica, principalmente en el ámbito de las Islas Baleares, con la pretensión de colocarla al mismo nivel de otros géneros musicales con más tradición y recorrido histórico. La entidad realiza una actividad muy transversal. Entre sus actividades ha organizado proyecciones cinematográficas, exposiciones, conferencias, charlas y otros actos de carácter divulgativo, a menudo combinados con conciertos o ciclos de conciertos, tanto de compositores de música de cine como monográficos de compositores concretos.
Ha colaborado con agrupaciones musicales de primer orden en las Islas Baleares, como la banda municipal de música de Palma (actualmente Simfovents) y la Orquesta Sinfónica de Baleares. También ha participado en actividades de conjuntos especializados en la interpretación de música para el cine de carácter internacional, como la Chamber Film Orchestra y la Film Symphony Orchestra. Además de participar en actividades relacionadas en general, de una u otra manera, con la música de cine.